# Lista de espécies do gênero Clathromorphum
Clathromorphum  Foslie, 1898  é o nome botânico  de um gênero de algas vermelhas marinhas pluricelulares da família Hapalidiaceae, subfamília Melobesioideae.
- Apresenta 9 espécies taxonomicamente válidas:

## Espécies
- Clathromorphum circumscriptum  (Strömfelt) Foslie, 1898

= Lithothamnion circumscriptum Strömfelt, 1886
= Lithothamnion evanescens Foslie, 1895
= Clathromorphum evanescens (Foslie) Foslie, 1898
= Phymatolithon compactum f. circumscriptum Foslie, 1905
= Phymatolithon evanescens (Foslie) Foslie, 1905
- Clathromorphum compactum  (Kjellman) Foslie, 1898

= Lithothamnion compactum  Kjellman, 1883
= Lithothamnion circumscriptum f. validum  Rosenvinge, 1893
= Lithothamnion coalescens  Foslie, 1895
= Lithothamnion testaceum  Foslie, 1895
= Lithothamnion scabriusculum  Foslie, 1895
= Clathromorphum coalescens  (Foslie) Foslie, 1898
= Clathromorphum testaceum  (Foslie) Foslie, 1898
= Phymatolithon compactum f. testaceum  (Foslie) Foslie, 1900
= Phymatolithon compactum  (Kjellman) Foslie, 1905
= Phymatolithon compactum f. coalescens  (Foslie) Foslie, 1905
= Clathromorphum compactum f. coalescens  (Foslie) Foslie, 1929
- Clathromorphum loculosum  (Kjellman) Foslie, 1898

= Lithothamnion loculosum  Kjellman
- Clathromorphum nereostratum  Lebednik, 1977
- Clathromorphum obteculum  (Foslie) Adey, 1970

= Lithothamnion kerguelenum f. obtectula  Foslie, 1898
= Lithothamnion obtectulum  (Foslie) Foslie, 1900
= Lithophyllum discoideum f. aequabilis  Foslie, 1905
= Lithophyllum aequabile  (Foslie) Foslie, 1906
= Lithophyllum aequabile f. wadelica  Foslie, 1906
= Pseudolithophyllum aequabile  (Foslie) Adey, 1970
= Antarcticophyllum aequabile  (Foslie) M.L. Mendoza, 1976
= Clathromorphum lemoineanum   M.L. Mendoza & Cabioch, 1985
- Clathromorphum parcum  (Setchell & Foslie) W.H. Adey, 1970

= Lithothamnion parcum  Setchell & Foslie, 1907
= Polyporolithon parcum  (Setchell & Foslie) L.R. Mason, 1953
- Clathromorphum reclinatum  (Foslie) W.H. Adey, 1970

= Lithothamnion conchatum f. reclinatum  Foslie, 1906
= Lithothamnion reclinatum  (Foslie) Foslie, 1907
= Polyporolithon reclinatum  (Foslie) Mason, 1953
= Neopolyporolithon reclinatum  (Foslie) Adey & Johansen, 1972
- Clathromorphum tubiforme Y.M. Chamberlain, R.E. Norris, D.W. Keats & Maneveldt, 1995
- Clathromorphum variabile  M.L. Mendoza & S. Molina